# سیارک ۲۷۰۲
سیارک ۲۷۰۲ (به انگلیسی: 2702 Batrakov، نامگذاری:1978SZ2) دو هزار و هفتصد و دومین سیارک کشف شده‌است که در ۲۶ سپتامبر ۱۹۷۸ کشف شد.
قدر مطلق سیارک برابر ۱۱٫۵۰ است.